# 甲杓肌
甲杓肌（thyroarytenoid muscle）是一種寬而薄的肌肉，形成聲帶的主體，支撐著室壁及其附加組織。 甲杓肌也起到放鬆聲帶的作用。

## 組織結構
甲杓肌起於甲狀軟骨的下半部分，及中環甲韌帶。
甲杓肌纖維向後及側向傳遞，插入杓狀軟骨的基部以及前表面。

## 附加圖片

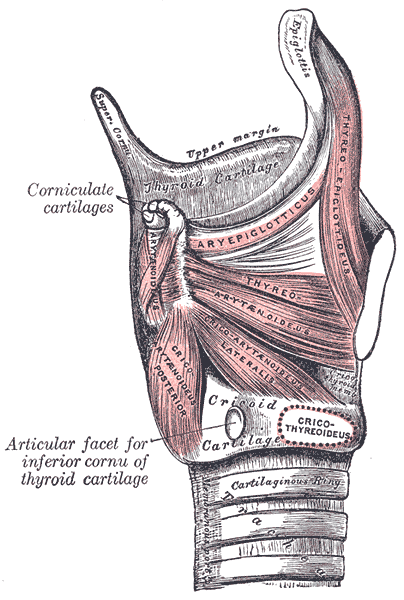
喉部肌肉。側面圖。甲狀軟骨右側葉片剝離。
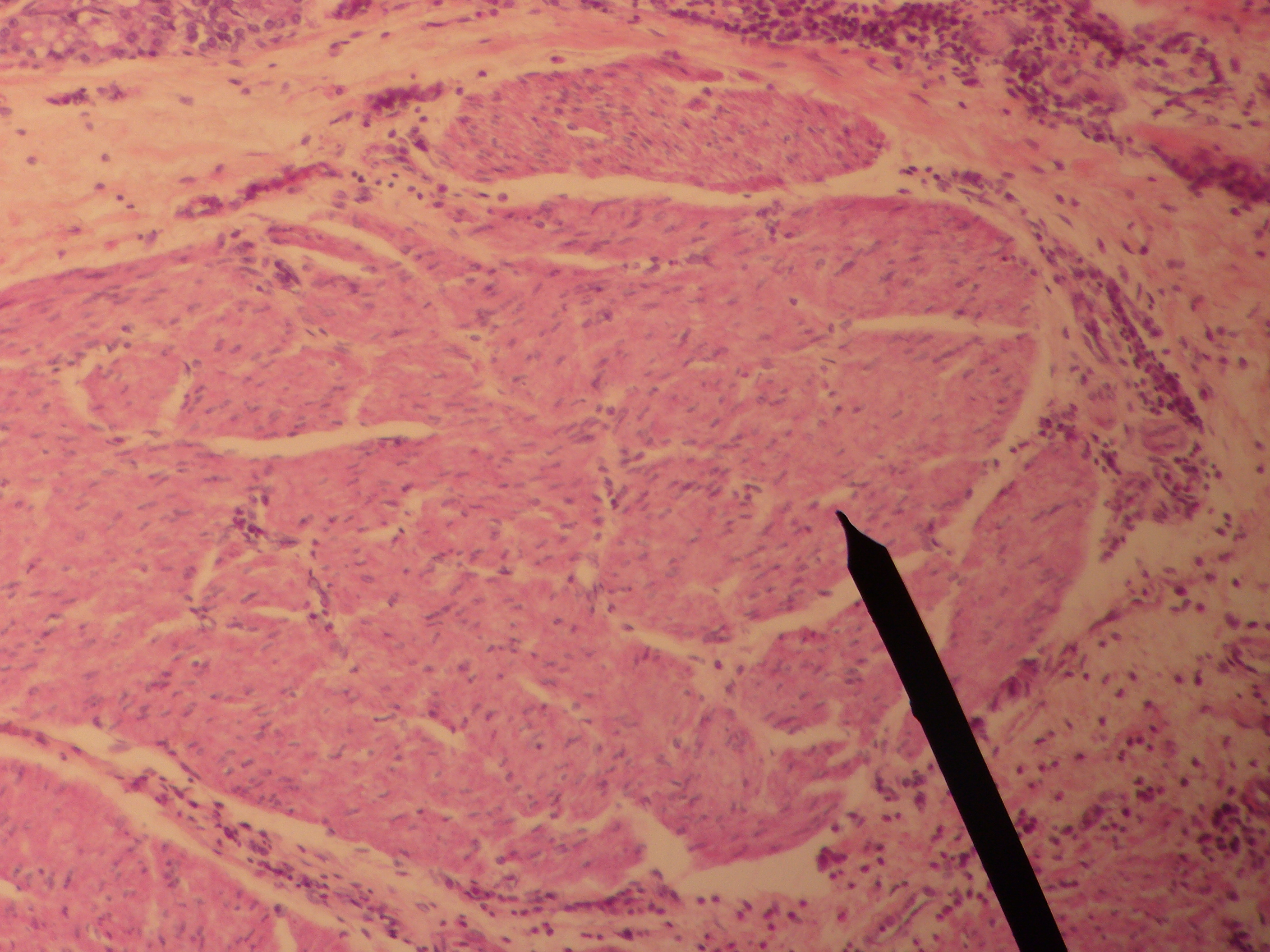
聲帶肌的橫切面。

## 外部連接
- 人体解剖学在线（Human Anatomy Online）网站上的相关图片：32:st-0605
- 圖譜：rsa4p5 at the University of Michigan Health System
- Thyroarytenoid muscle